# Saint-Félix-de-Sorgues
Saint-Félix-de-Sorgues é uma comuna francesa na região administrativa de Occitânia, no departamento de Aveyron. Estende-se por uma área de 29 km². Em 2010 a comuna tinha 205 habitantes (densidade: 7,1 hab./km²).